# オリノコ川
オリノコ川（オリノコがわ、スペイン語: Río Orinoco、英語: Orinoco River）は、南アメリカ大陸で第三の大河である。長さはおよそ2,060kmで、流域面積はおよそ92万km2ある。オリノコとはカリブ族の言葉で「川」を意味する。
ベネズエラ南部のブラジル国境に近いパリマ山地に源を発し、トリニダード島の南側で大きな三角州をつくり大西洋に注ぐ。河川の約5分の4はベネズエラ領で、残りの5分の1はコロンビア領に属する。
河口から420km上流の中心都市シウダ・ボリバルまで大型船が遡上できるが、ここでは川の水位の年間の変動は15m - 18mに及ぶ。流域の南部は熱帯雨林におおわれているが、中流の広大な地域はリャノと称する熱帯草原におおわれていて未開発地が広がっている。
分流の一つであるカシキアレ川が、アマゾン川の支流の支流としてアマゾン川と連結している。このため、オリノコ川水系をアマゾン川水系の一部とした巨大な水系として考えることができる。

## 経済
オリノコ川はベネズエラ経済にとって非常に重要な役割を果たしており、同国の石油の21%を生産している。オリノコ川流域のオリノコ・ベルトに産出する「オリノコタール」と呼ばれる超重質油は、埋蔵量がサウジアラビアに匹敵する。石油以外にも、金、ダイヤモンド、天然ガスなどの鉱産資源が供給される。また、シウダ・ボリバルとパリア湾を結ぶ主要な輸送ルートでもある。この河川流域には3,750万ヘクタールの森林があり、気候調節の役割を果たす可能性がある。また、エコツーリズムや持続可能な林業など、自然界に配慮した経済機会の可能性も秘めている。オリノコ鉱区に投入された720万ヘクタールの機会費用は、年間14億6,500万ドルと見積もられている。

## 環境問題
南米のオリノコ川流域では、鉱業を中心としたさまざまな開発行為により、多くの環境問題に直面している。建設資材や金の採掘により、水質汚染、森林伐採、生物多様性の損失などが発生している。この流域は、レポートカードでB-グレードを受け、移行期にあり、土地利用の変化、森林被覆の喪失、生態系の変化による現実的かつ差し迫った脅威に直面していることを示した。また、オリノコ盆地の違法採掘は、ギアナ楯状地のユニークな生態系を荒廃させ、これらの活動に抵抗しようとする先住民族に対する人権侵害につながっている。WWFは、南米で最も重要な河川の一つを守るために、地域社会と協力している。

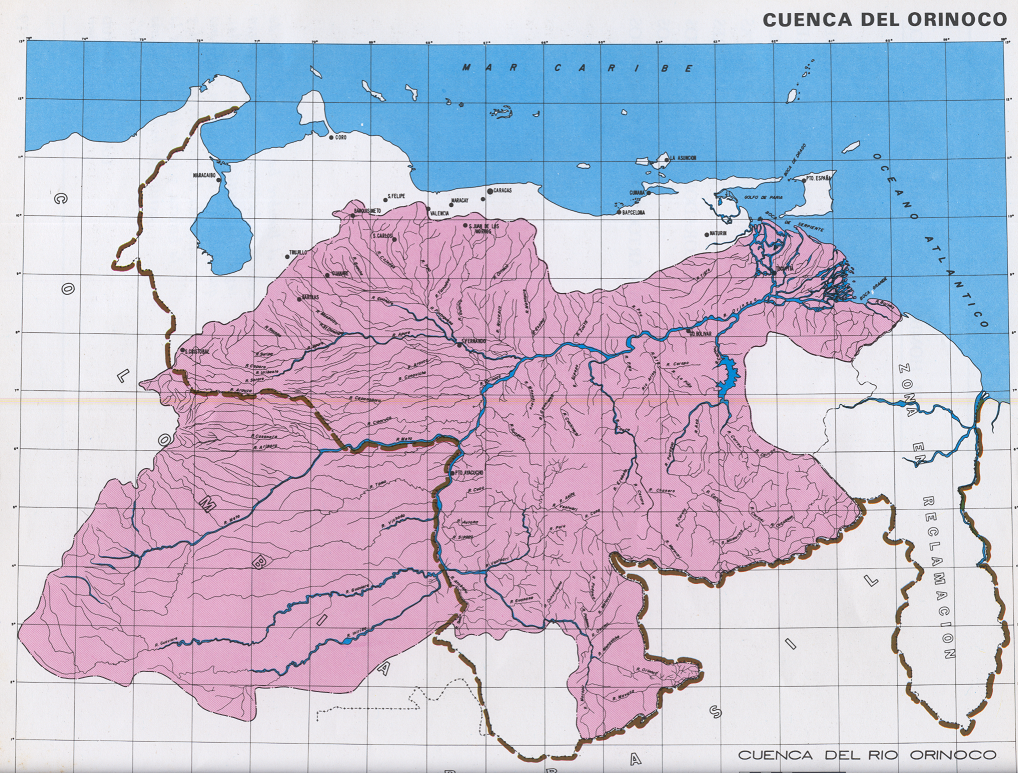
オリノコ川流域

## 生態系
オリノコ川流域は、ベネズエラ東部に位置し、110万平方キロメートルの面積を持ち、国土の84％を占める。氾濫した草原、マングローブ、湿地林、ラノス・サバンナなど、様々な生態系が存在する。また、流域には、湖、川、小川などの水生生物の生息地が広がっている。例えば、絶滅の危機に瀕している中において最も安定して生息しているアマゾンカワイルカ（現地名はボト）、世界で最も大きいワニであるオリノコワニおよびオオカワウソ、オオヨコクビガメ、アメリカバクなどが生息する。また、三角州にはマカエリウム属、Montrichardia arborescens、チョウジタデ属、ツルギク属、ノウゼンカズラ科、ホテイアオイ、ハイホテイアオイなどの植物が生えており、アメリカガキ、Melongena melongena、リンゴガイ属などの軟体動物、Macrobrachium carcinus、アマゾンテナガエビ、バナメイエビ属、アトランティックシーボブなどのエビおよびノバリケン、オリノコアグーチ、ゴマフヒメキツツキ、コオニキバシリ、Anolis deltaeなどの動物が生息している。流域は、その生態学的な繊細さから、国際的に重要な湿地として宣言されている。
2016年、WWFはオリノコ川流域のレポートカードを作成し、全体としてB-グレードであることを示した。レポートカードでは、土地利用の変化、森林被覆の喪失、生態系の変容による脅威が強調されている。これらの問題に対処するため、WWFは地元団体と協力し、人間にとって自然が持つ経済的価値を考慮し、流域の持続可能な土地利用を促進する地域計画を策定している。
オリノコ川上流部は付近のカシキアレ川流域と共に1993年にユネスコの生物圏保護区に指定され、グアビアーレ川との合流点一帯のコロンビア国内の湿地群は2014年にラムサール条約登録地となった。また、デルタアマクロ州の総面積の約30%を占めるオリノコ川の三角州（北側のサンフアン川流域を含む）は2009年にユネスコの生物圏保護区に指定された。

## その他
オリノコ・フロウ（英語: Orinoco Flow）はアイルランドの歌手エンヤが1988年に発表した歌で、世界的にヒットした。